# Budišov nad Budišovkou
Budišov nad Budišovkou é uma cidade checa localizada na região de Morávia-Silésia, distrito de Opava.